# St-Martin (Survilliers)

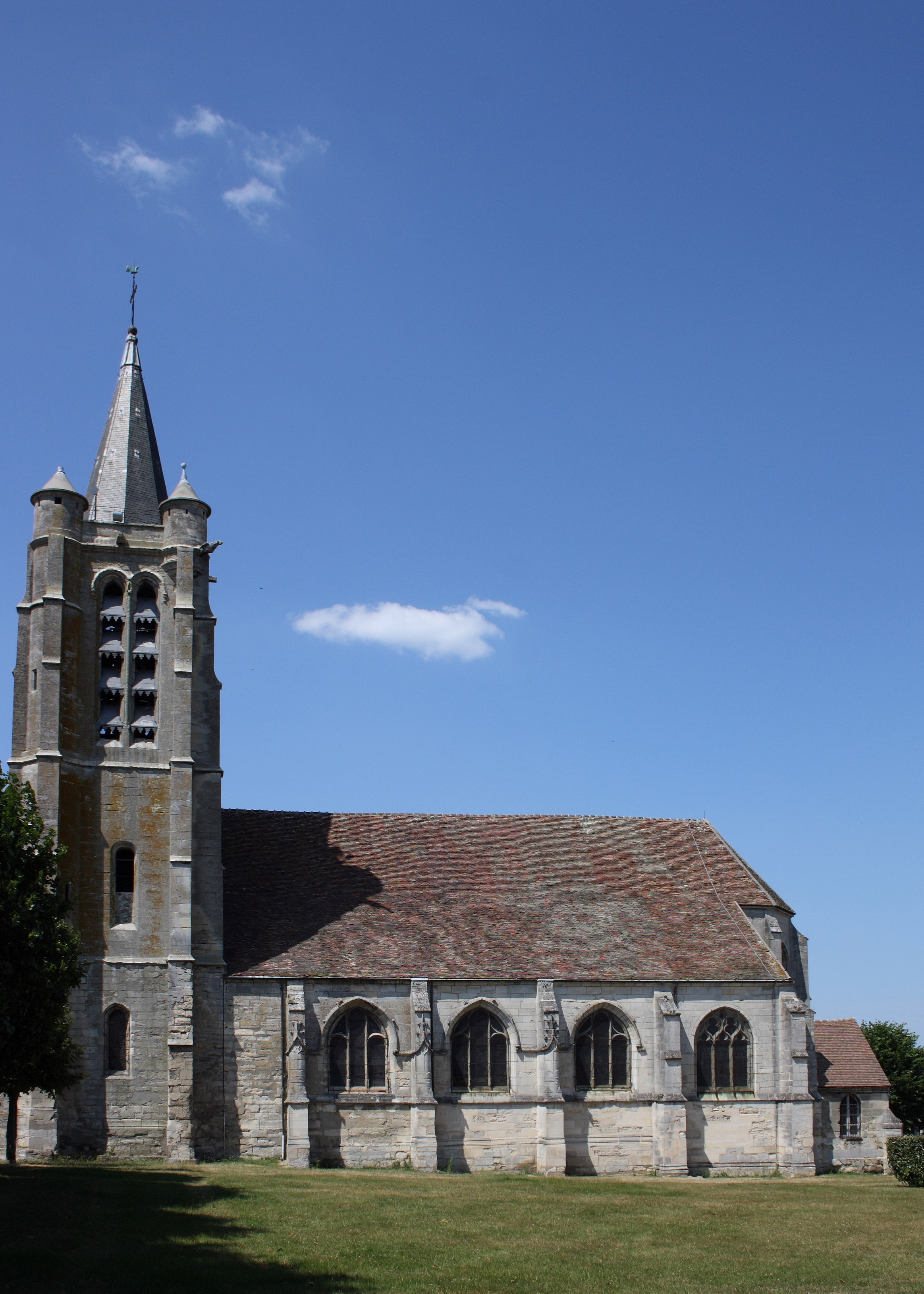
Katholische Kirche Saint-Martin in Survilliers, Ansicht von Süden

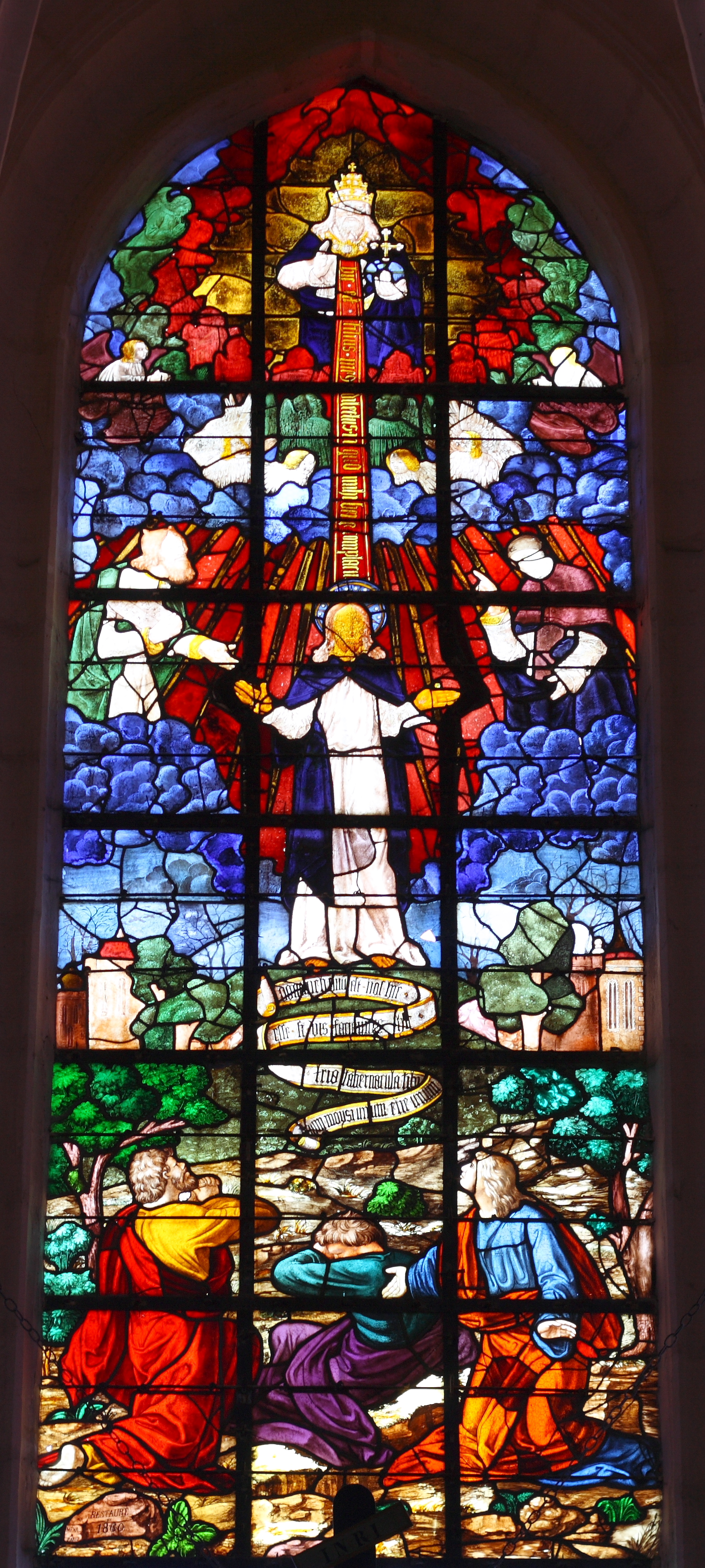
Chorfenster aus dem 16. Jahrhundert mit der Darstellung der Transfiguration

Die katholische Pfarrkirche Saint-Martin in Survilliers, einer Gemeinde im Département Val-d’Oise in der französischen Region Île-de-France, wurde gegen Ende des 15. Jahrhunderts errichtet. Sie steht am Übergang von der Gotik zur Renaissance. 1945 wurde die Kirche in die Liste der Kulturdenkmäler als Monument historique aufgenommen.

## Geschichte
Nach einer fragmentarisch erhaltenen Inschrift an der Innenseite des Glockenturms – „batie, fondée et dotée par Messire Guillaume de Meaux, seigneur baron de Survilliers l’an 1354“ (errichtet, gegründet und ausgestattet durch den Herrn Guillaume von Meaux, Baron von Survilliers, im Jahr 1354) – gab es bereits im 14. Jahrhundert eine Vorgängerkirche, von der nur noch der Chor, ein Joch des südlichen Seitenschiffes und der Glockenturm erhalten geblieben sind. Über die Weihe der heutigen Kirche gibt es unterschiedliche Angaben. In den Archiven finden sich zwei Jahreszahlen: 1483 und 1544. Im Chor ist die Jahreszahl 1493 eingraviert und ein Schlussstein des Gewölbes trägt die Jahreszahl 1554.
Survilliers gehörte zur Diözese von Senlis, bis diese 1790 aufgelöst wurde. Heute gehört die Pfarrei zum Bistum Pontoise.

## Architektur

### Außenbau
Der Eingang zur Kirche befindet sich an der Westfassade, an deren Südseite sich der Glockenturm erhebt. Alle vier Seiten des Turmes sind durch Strebepfeiler verstärkt. Deutlich hervorstehende Strebepfeiler gliedern das Langhaus und die Apsis. Die ersten beiden Strebepfeiler auf der Südseite sind mit einem Dekor aus Krabben und geometrischen Ornamenten versehen. Über den Fensteröffnungen erstreckt sich ein Fries aus Fabelwesen.

### Innenraum
Das Langhaus der Kirche besitzt ein Hauptschiff und zwei Seitenschiffe. Es ist in sechs Joche gegliedert und mit einem Kreuzrippengewölbe gedeckt. Die westlichen Joche besitzen im Stil der Renaissance gestaltete Schlusssteine aus der ersten Hälfte des 16. Jahrhunderts.
Im Osten schließt sich der fünfseitig geschlossene Chor an, der von großen Lanzettfenstern durchbrochen ist.

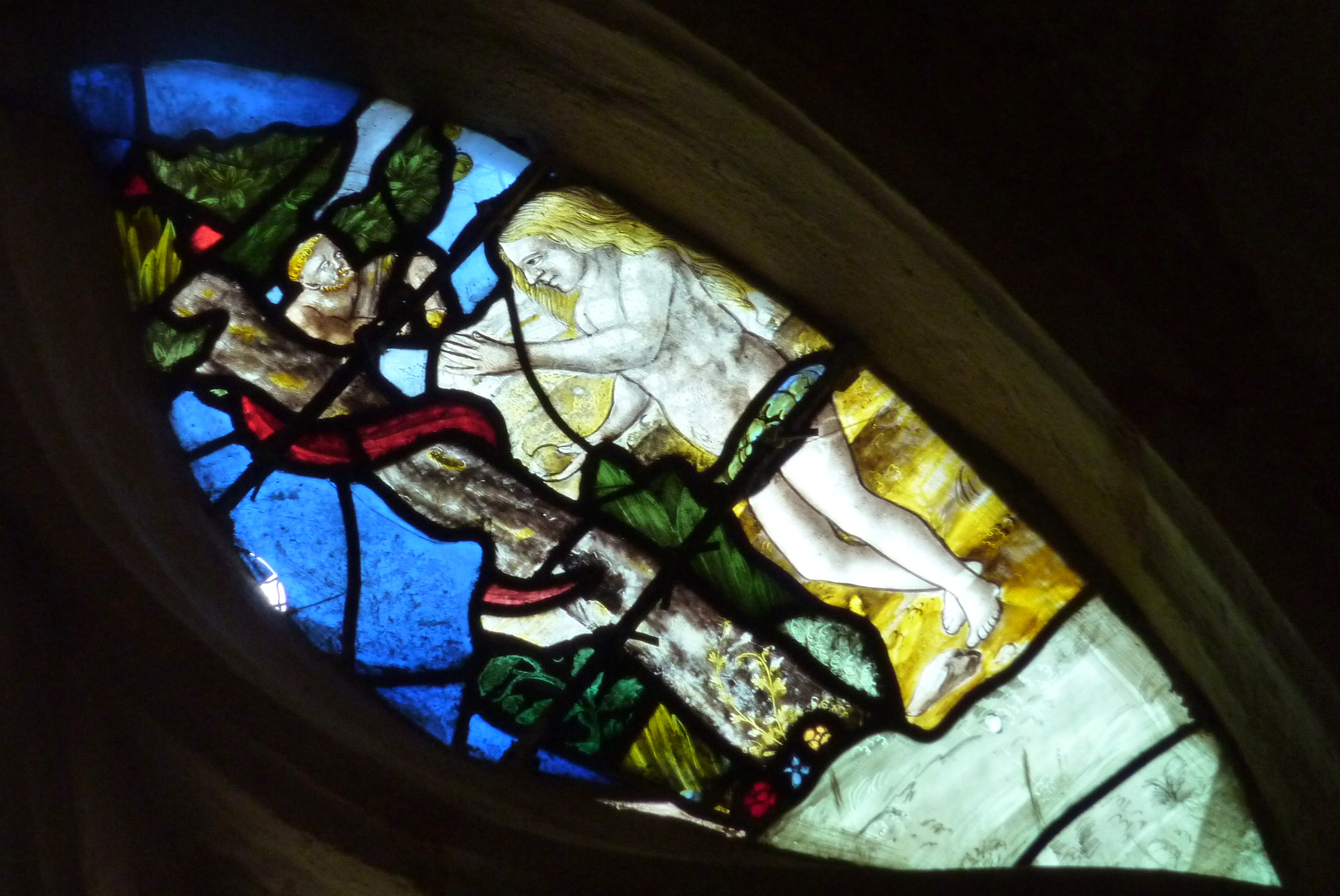
Fragment eines Fensters aus dem 16. Jahrhundert mit der Darstellung der Eva

## Bleiglasfenster
Ältestes Fenster der Kirche ist das mittlere Chorfenster mit der Darstellung der Transfiguration, der Verklärung Jesu. Die oberen Teile des Fensters stammen aus dem ersten Viertel des 16. Jahrhunderts. Die unteren Teile wurden 1992 von Florent Chaboissier geschaffen, der auch die seitlichen Chorfenster entwarf.
Die Fenster des südlichen Seitenschiffes stammen aus dem 19. Jahrhundert. Sie stellen Szenen aus dem Leben Marias dar, ihre Eltern, die hl. Anna und den hl. Joachim, die Verkündigung durch den Erzengel Gabriel und die Begegnung Marias mit Elisabeth. Auf der linken Seite dieses Fensters ist der hl. Joseph dargestellt, auf der rechten Seite der hl. Zacharias. Die kleinen oberen Szenen stellen Symbole Mariens nach der Lauretanischen Litanei dar wie die geheimnisvolle Rose, der Morgenstern, die Pforte des Himmels, der Turm Davids oder die Lilie. Die beiden oberen Scheiben des Fensters der Verkündigung sind Fragmente eines Fensters aus dem 16. Jahrhundert und stellen Adam und Eva dar. Das Fenster im westlichen Joch des südlichen Seitenschiffes stellt die Himmelfahrt Marias dar und trägt die Signatur: „Ména à Paris 1864“.
Die Fenster des nördlichen Seitenschiffes wurden 1944 bei einer Bombenexplosion zerstört. Sie wurden durch einfache farbige Scheiben ersetzt.

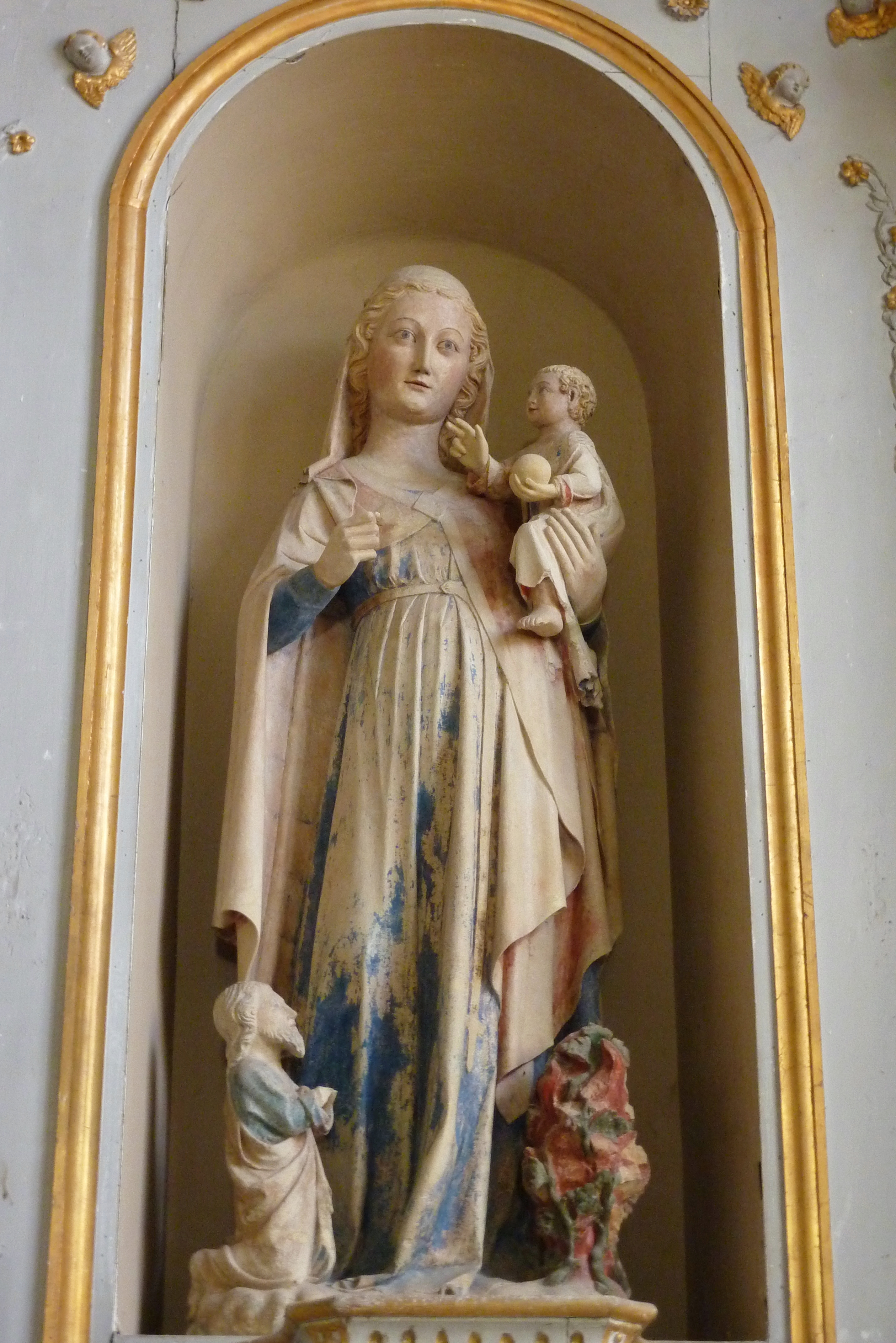
Maria mit Kind, Moses und der brennende Dornbusch

## Ausstattung
- Auf dem Altar des südlichen Seitenschiffes steht eine lebensgroße Steinskulptur einer Madonna mit Kind aus dem späten 14. Jahrhundert. Zu ihren Füßen kniet Moses vor dem brennenden Dornbusch, ein Symbol der Jungfräulichkeit Marias.
- In den Fußboden sind zahlreiche Grabplatten adeliger Familien eingelassen. Sie sind mit Gravuren versehen und stammen aus dem 16. bis 18. Jahrhundert.
- Bei der Renovierung der Kirche wurden die Wappen adeliger Familien freigelegt, die beim Tod eines Angehörigen in schwarzer Farbe auf den Säulen des Langhauses angebracht worden waren.
- Auf den Säulen finden sich Inschriften zum Gedenken an Verstorbene, deren Namen und Todesdatum direkt in den Stein geritzt sind.
- Die Kanzel aus dem 17. Jahrhundert besitzt eine Schnitzerei mit der Darstellung des hl. Martins, des Patrons der Kirche, der seinen Mantel mit einem Bettler teilt.